# Kuzawa
Kuzawa – wieś w Polsce położona w województwie podlaskim, w powiecie hajnowskim, w gminie Czeremcha.
Wieś królewska starostwa kleszczelowskiego w ziemi bielskiej województwa podlaskiego w 1795 roku. W latach 1975–1998 miejscowość administracyjnie należała do województwa białostockiego.
We wsi znajduje się parafialna cerkiew prawosławna pw. św. Barbary oraz cmentarz prawosławny założony w XIX wieku. 
Wierni kościoła rzymskokatolickiego należą do parafii Najświętszej Maryi Panny Królowej Polski w Czeremsze.

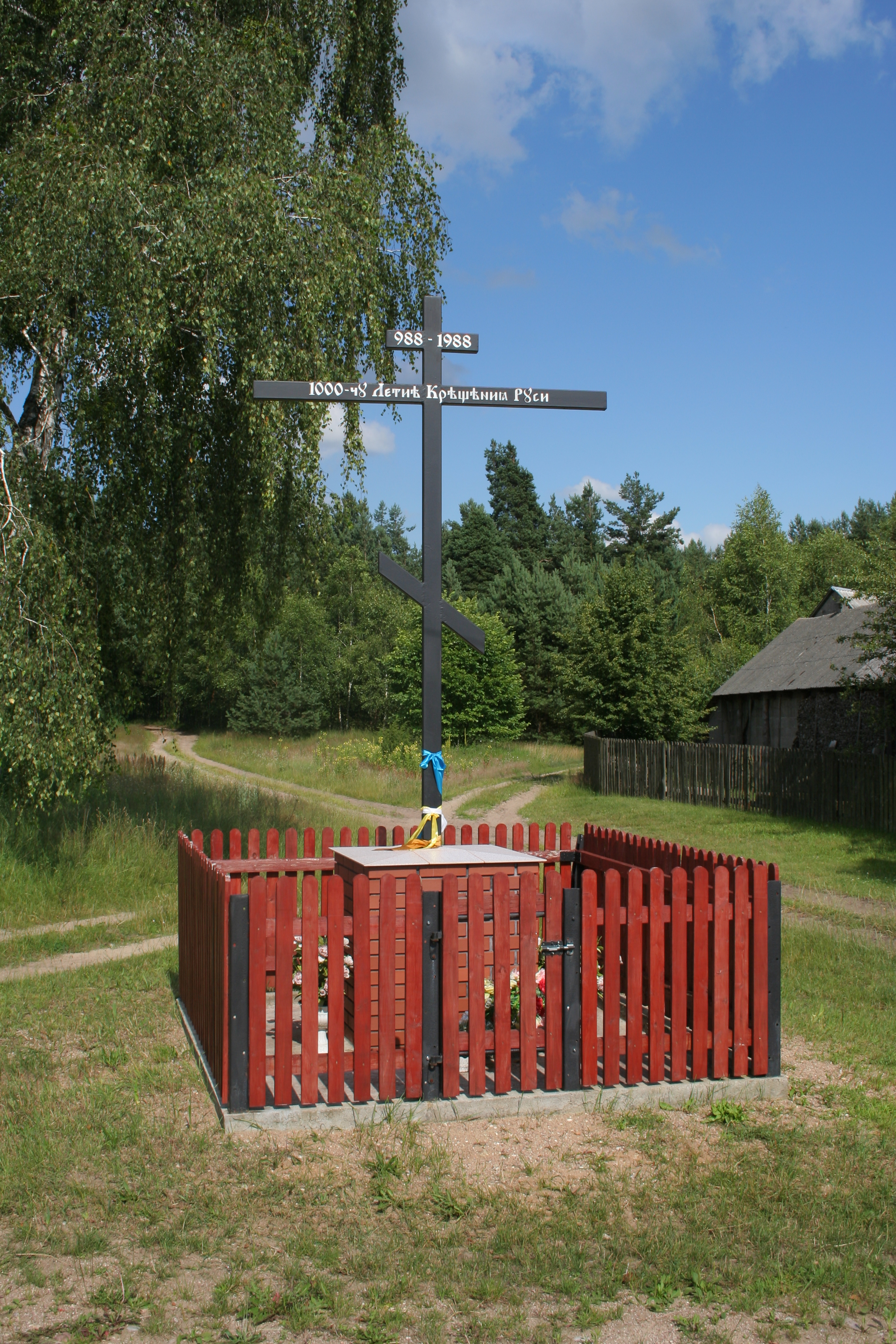
Krzyż prawosławny
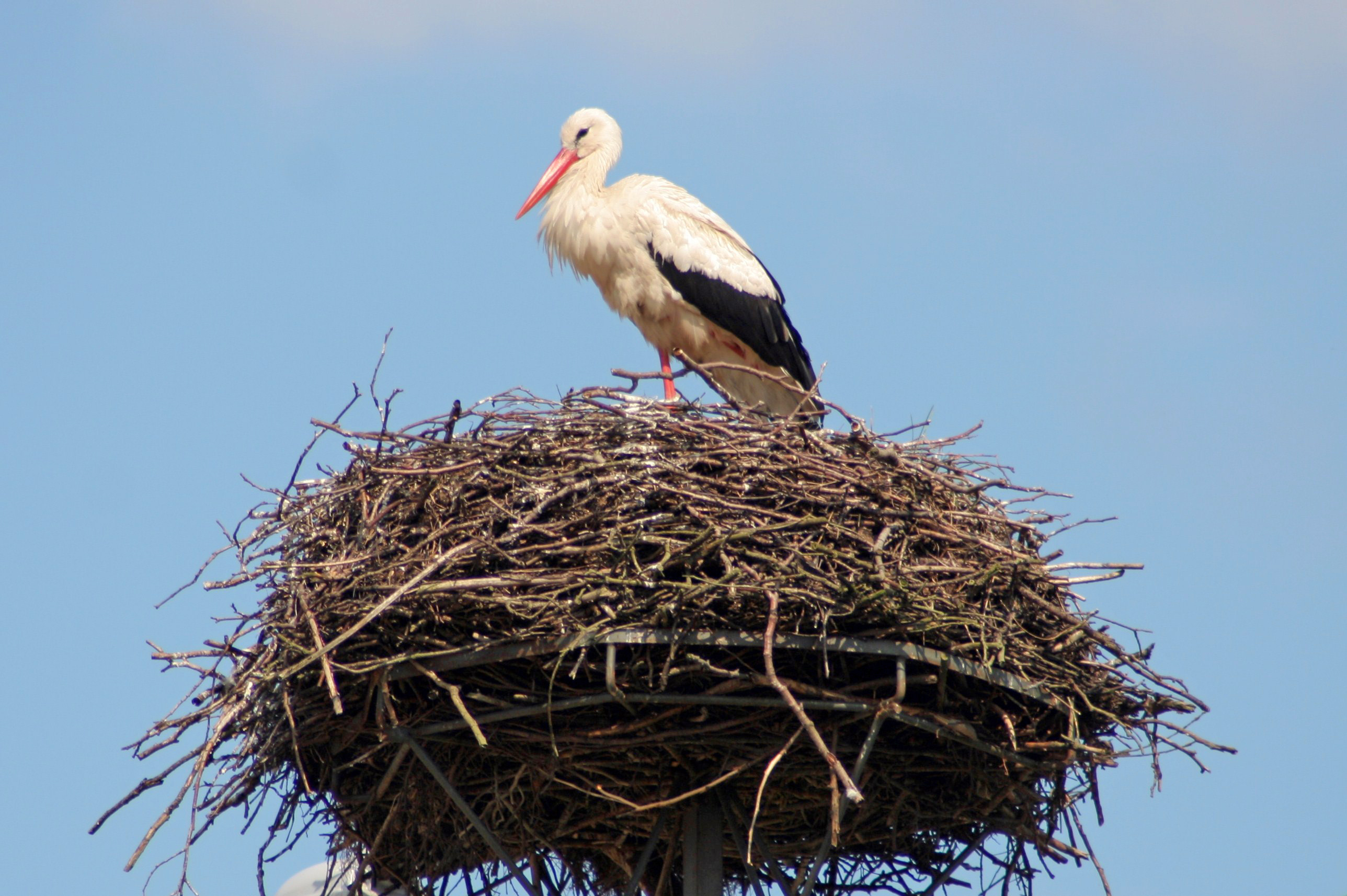
Bocian biały w gnieździe
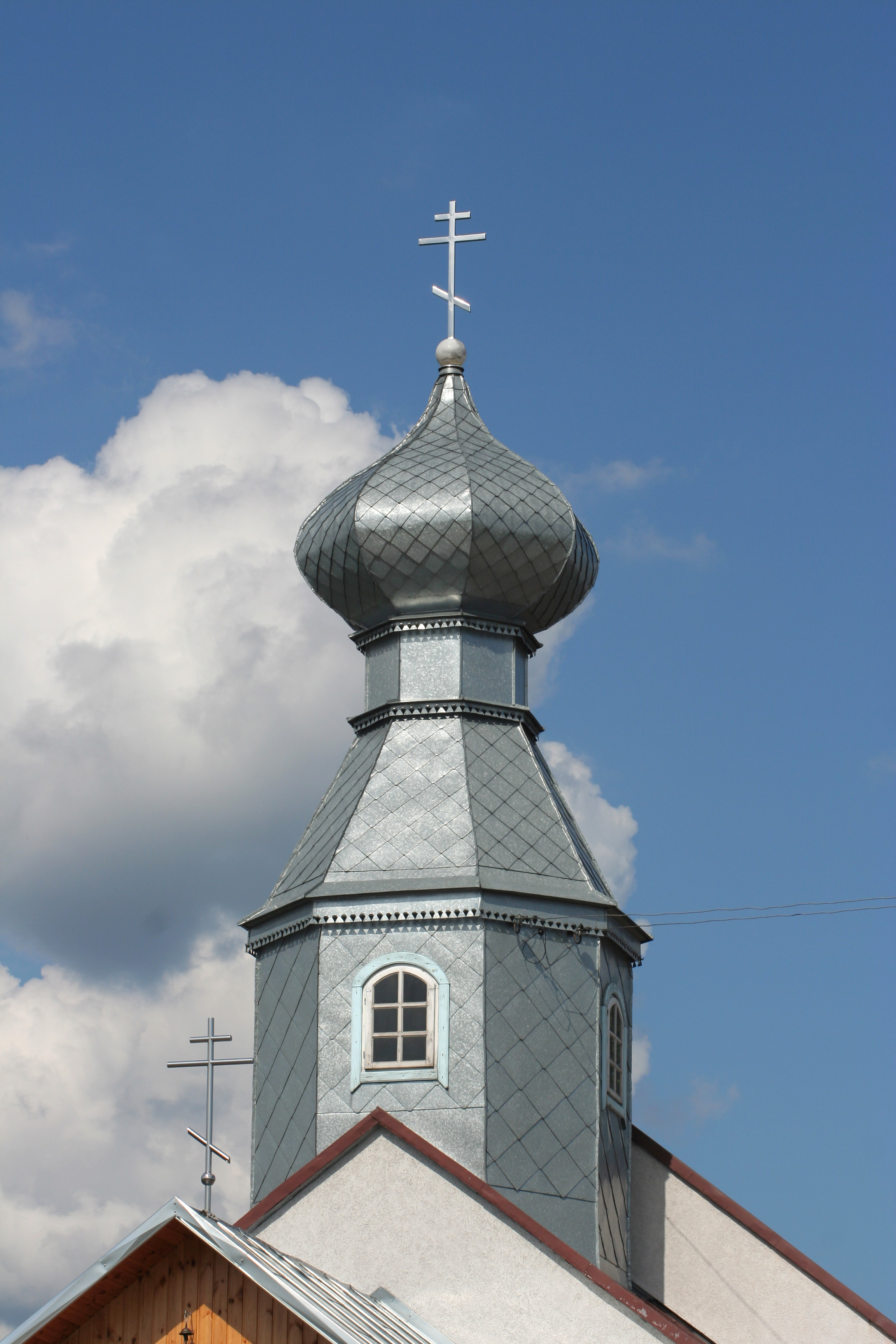
Cerkiewna kopuła